# Selkäsaaret (ö i Finland, Lappland, Rovaniemi, lat 66,07, long 27,22)
Selkäsaaret är en ö i Finland. Den ligger i sjön Simojärvi och i kommunen Ranua i den ekonomiska regionen  Rovaniemi ekonomiska region  och landskapet Lappland, i den norra delen av landet, 700 km norr om huvudstaden Helsingfors. Öns area är 7,4 hektar och dess största längd är 440 meter i sydöst-nordvästlig riktning.  Notera att namnet antyder att det är fråga om flera öar.